# مينامي هامابي
مينامي هامابي (باليابانية: 浜辺 美波) ممثلة يابانية، ولدت في 29 آب 2000 في محافظة إيشيكاوا.

## أعمالها

### أفلام
| السنة | اسم الفيلم                  | الدور           |
| ----- | --------------------------- | --------------- |
| 2012  | Ace Attorney                | تشهيرو آياساتو  |
| 2015  | April Fools                 | ريكا ايتو       |
| 2017  | Saki                        | ساكي مياناغا    |
| 2017  | I Want to Eat Your Pancreas | ساكورا ياماوتشي |
| 2017  | اجين                        | ايريكو ناغاي    |

### مسلسلات
| السنة | اسم المسلسل                         | الدور         |
| ----- | ----------------------------------- | ------------- |
| 2015  | Mare                                | اسامي اكوساكو |
| 2015  | Anohana: The Flower We Saw That Day | ميكو هونما    |

## روابط خارجية
- مينامي هامابي على موقع IMDb (الإنجليزية)
- مينامي هامابي على موقع روتن توميتوز (الإنجليزية)
- مينامي هامابي على موقع ألو سيني (الفرنسية)
- مينامي هامابي على موقع ميوزك برينز (الإنجليزية)
- مينامي هامابي على موقع قاعدة بيانات الفيلم (الإنجليزية)
- مينامي هامابي على موقع ANN person (الإنجليزية)